# Gordon Korman
Œuvres principales
- Série Les 39 Clés
- Série Naufragés
- Série Mon père est un parrain
- Série Everest
- Série Titanic

Gordon Korman, né le 23 octobre 1963 à Montréal, est un écrivain canadien de littérature d'enfance et de jeunesse.

## Œuvres

### SérieMacdonald Hall
1. (en) This Can't Be Happening at Macdonald Hall, 1978
2. (en) Go Jump in the Pool, 1979
3. (en) Beware the Fish!, 1980
4. (en) The War With Mr. Wizzle, 1982
5. (en) The Zucchini Warriors, 1988
6. (en) Macdonald Hall Goes Hollywood, 1991
7. (en) Something Fishy at Macdonald Hall, 1995

### SérieBugs Potter
1. (en) Who is Bugs Potter?, 1980
2. (en) Bugs Potter LIVE at Nickaninny, 1983

### SérieJeremy Bloom
1. (en) The D- Poems of Jeremy Bloom: A Collection of Poems About School, Homework, and Life (Sort Of), 1992
2. (en) The Last-Place Sports Poems of Jeremy Bloom: A Collection of Poems About Winning, Losing, and Being a Good Sport (Sometimes), 1996

### SérieMonday Night Football
1. (en) The Quarterback Exchange, 1997
2. (en) Running Back Conversion, 1997
3. (en) Super Bowl Switch, 1997
4. (en) Heavy Artillery, 1997
5. (en) Ultimate Scoring Machine, 1998
6. (en) NFL Rules! Bloopers, Pranks, Upsets, and Touchdowns, 1998

### SérieSlapshots
1. (en) The Stars From Mars, 1999
2. (en) All-Mars All-Stars/The Dream Team, 1999
3. (en) The Face-off Phony, 2000
4. (en) Cup Crazy, 2000

### SérieNose Pickers
1. (en) Nose Pickers from Outer Space!, 1999
2. (en) Planet of the Nose Pickers, 2000
3. (en) Your Mummy Is a Nose Picker, 2000
4. (en) Invasion of the Nose Pickers, 2001

### SérieNaufragés
1. La Tempête, Pocket Jeunesse, 2004 ((en) Shipwreck, 2000)
2. La Survie, Pocket Jeunesse, 2004 ((en) Survival, 2001)
3. L'Évasion, Pocket Jeunesse, 2004 ((en) Escape, 2001)

### SérieMon père est un parrain
1. Mon père est un parrain, Gallimard Jeunesse, 2005 ((en) Son of the Mob, 2002)
2. Embrtouille à Hollywood, Gallimard Jeunesse, 2006 ((en) Son of the Mob: Hollywood Hustle, 2004)

### SérieEverest
1. Le Concours, Pocket Jeunesse, 2004 ((en) The Contest, 2002)
2. L'Ascension, Pocket Jeunesse, 2004 ((en) The Climb, 2002)
3. Le Sommet, Pocket Jeunesse, 2004 ((en) The Summit, 2002)

### SériePlongées
1. L'Épave, Pocket Jeunesse, 2005 ((en) The Discovery, 2002)
2. Le Trésor, Pocket Jeunesse, 2005 ((en) The Deep, 2003)
3. L'Émeraude, Pocket Jeunesse, 2005 ((en) The Danger, 2003)

### SérieOn the Run
1. (en) Chasing the Falconers, 2005
2. (en) The Fugitive Factor, 2005
3. (en) Now You See Them, Now You Don't, 2005
4. (en) The Stowaway Solution, 2005
5. (en) Public Enemies, 2005
6. (en) Hunting the Hunter, 2006

### SérieKidnapped
1. (en) The Abduction, 2006
2. (en) The Search, 2006
3. (en) The Rescue, 2006

### SérieSwindle
1. (en) Swindle, 2008
2. (en) Zoobreak, 2009
3. (en) Framed, 2010
4. (en) Showoff, 2012
5. (en) Hideout, 2013
6. (en) Jackpot, 2014
7. (en) Unleashed, 2015

### UniversLes 39 Clés

#### SérieLes 39 Clés
1. Fausse note à Venise, Bayard Jeunesse, 2011 ((en) One False Note, 2008)
2. Au sommet de l'Everest, Bayard Jeunesse, 2012 ((en) The Emperor's Code, 2010)

#### SérieCahill contre Vesper
1. La Menace Vesper, Bayard Jeunesse, 2014 ((en) Vespers Rising, 2011)Écrit avec Rick Riordan, Peter Lerangis et Jude Watson.
2. Panique à Florence, Bayard Jeunesse, 2014 ((en) The Medusa Plot, 2011)

#### SérieCahill contre Pierce
1. L'Ultime Ingrédient, Bayard Jeunesse, 2017 ((en) Flashpoint, 2014)

### SérieTitanic
1. Insubmersible, Hachette, 2012 ((en) Unsinkable, 2011)
2. Collision, Hachette, 2012 ((en) Collision Course, 2011)
3. SOS, Hachette, 2012 ((en) S.O.S., 2011)

### SérieHypnotists
1. (en) The Hypnotists, 2013
2. (en) Memory Maze, 2014
3. (en) The Dragonfly Effect, 2015

### SérieMasterminds
1. (en) Masterminds, 2015

### Romans indépendants
- (en) I Want to Go Home!, 1981
- (en) Our Man Weston, 1982
- (en) No Coins, Please, 1984
- (en) Don't Care High, 1985
- (en) Son of Interflux, 1986
- (en) A Semester in the Life of a Garbage Bag, 1987
- (en) Radio 5th Grade, 1989
- (en) Losing Joe's Place, 1990
- (en) The Twinkie Squad, 1992
- (en) The Toilet Paper Tigers, 1993
- (en) Why Did the Underwear Cross the Road, 1994
- (en) The Chicken Doesn't Skate, 1996
- (en) Liar, Liar Pants on Fire, 1997
- (en) The Sixth Grade Nickname Game, 1998
- (en) No More Dead Dogs, 2002
- (en) Maxx Comedy: The Funniest Kid in America, 2003
- (en) Jake, Reinvented, 2003
- (en) Born To Rock, 2006
- (en) Schooled, 2007
- (en) The Juvie Three, 2008
- (en) Pop, 2009
- (en) Ungifted, 2012
- (en) Poptarts, 2015